# أحمد قريع
أحمد علي محمد قريع (أبو علاء) (26 مارس 1937 – 22 فبراير 2023) سياسي فلسطيني من مواليد أبوديس-القدس عام 1937، شخصية بارزة في العمل السياسي الفلسطيني. تفرغ تماماً لحركة التحرير الوطني الفلسطيني (فتح) عام 1968، بعد أربعة عشر عاماً قضاها في العمل المصرفي في المملكة العربية السعودية. تولى عام 1993 رئاسة الوفد الفلسطيني في مباحثات اتفاق أوسلو، ليعرف بذلك بلقب «مهندس أوسلو».

## حياته والعمل السياسي
أسس مؤسسة صامد (معامل أبناء شهداء فلسطين) في بيروت في أوائل السبعينيات وشغل منصب مديرها العام حتى توقفها عن العمل نهائياً في (2007/2008). تولّى منصب مدير عام دائرة الشؤون الاقتصادية والتخطيط في منظمة التحرير الفلسطينية، حيث عمل من خلال هذه الدائرة على دعم وإنشاء العديد من المشاريع والمؤسسات الفلسطينية في الوطن مثل: الجهاز المركزي للإحصاء الفلسطيني، العديد المؤسسات الاقتصادية والانتاجية في الضفة والقطاع، مجلس الإسكان الفلسطيني، ومؤسسات الإقراض وغيرها. كما شغل منصب محافظ فلسطين لدى البنك الإسلامي للتنمية منذ 1987حتى عام 1996. انتخب عضواً في اللجنة المركزية لحركة فتح في آب/ أغسطس عام 1989، عضواً في المجلس المركزي لمنظمة التحرير الفلسطينية، وعضواً في المجلس الوطني الفلسطيني. أشرف على إعداد البرنامج العام لإنماء الاقتصاد الوطني الفلسطيني للسنوات 1994- 2000، وعمل مع عدد من الاقتصاديين الفلسطينيين في عام 1994 على تأسيس ووضع النظام الخاص وتنظيم العلاقات مع البنك الدولي. عمل عضواً منتدباً ومديراً عاماً لمجلس التنمية والإعمار الفلسطيني (بكدار). عُيّن وزيراً للاقتصاد والتجارة ووزيراً للصناعة في أول حكومة فلسطينية في الفترة (1994-1996).

## دوره في عملية السلام
لعب دوراً أساسياً في عملية السلام في الشرق الأوسط حيث شغل منصب المنسق العام للوفود الفلسطينية للمفاوضات المتعددة الأطراف، وترأّس الوفد الفلسطيني خلال المباحثات الفلسطينية الإسرائيلية في أوسلو/ النرويج، التي انتهت بإتفاق إعلان المبادئ الذي وقّعه بالأحرف الأولى عن الجانب الفلسطيني وشمعون بيريس عن الجانب الإسرائيلي في العشرين من آب/ أغسطس عام 1993. كما ترأّس الوفد الفلسطيني في المفاوضات مع الجانب الإسرائيلي التي أدت إلى التوقيع على اتفاق باريس الاقتصادي في باريس في التاسع والعشرين من نيسان/ أبريل 1994). وترأّس الفريق الفلسطيني في المفاوضات التي أدت إلى التوقيع على اتفاقية المرحلة الانتقالية (أوسلو الثانية) عام 1995، كما ترأّس الجانب الفلسطيني في لجنة التوجيه لتنفيذ هذه الاتفاقية. ترأّس الوفد الفلسطيني في مباحثات الحل النهائي مع الإسرائيليين خلال مفاوضات استوكهولم وشارك في مفاوضات كامب ديفيد عام 2000. وترأٌس فريق المفاوضات الفلسطيني في المفاوضات الفلسطينية - الإسرائيلية في طابا عام 2001، كما ترأٌس فريق المفاوضات الفلسطيني إلى مفاوضات الوضع النهائي التي انطلقت بعد مؤتمر أنابوليس للسلام في الشرق الأوسط عام 2007.

## مناصب تولاها
انتُخب عضوًا في المجلس التشريعي الفلسطيني بعد الانتخابات العامة الفلسطينية عام 1996 حيث حصل على 18,839 صوتًا في دائرة محافظة القدس ممثلًا عن حركة فتح. وانتخب رئيساً للمجلس التشريعي الفلسطيني عام 1996 وظل يشغل هذا المنصب حتى عام 2003.
تولى منصب رئيس مجلس الوزراء الفلسطيني منذ أكتوبر 2003 وحتى آذار 2006 رأس فيها ثلاث حكومات فلسطينية (الحكومة السابعة والحكومة الثامنة والحكومة التاسعة). وتولى مهمة المفوض العام لمفوضية التعبئة والتنظيم في حركة فتح حتى نهاية عام 2009. وفي شهر أيلول/سبتمبر 2009 انتُخب عضواً في اللجنة التنفيذية لمنظمة التحرير الفلسطينية من قِبل المجلس الوطني الفلسطيني، وعُيّن رئيساً لدائرة شؤون القدس في منظمة التحرير الفلسطينية في شهر تشرين أول/أكتوبر 2009 وحتى وفاته. وفي شهر آب/أغسطس2011 ٱُنتخب أمين سر المجلس الاستشاري لحركة التحرير الوطني الفلسطيني.

## اتهامات بالفساد

### الفساد المالي وفضيحة الإسمنت
في 2006 ظهرت فضيحة الإسمنت وهي إحدى قضايا فساد كبرى التي شهدتها السلطة الفلسطينية وحركة فتح، فقد صدر عن هيئة الرقابة العامة تقريراً أكّد اختفاء أموال ضخمة بلغت حينها ما يقارب 315 مليون دولار. وفي الخامس من شباط/ فبراير العام 2006 كشف النائب العام أحمد المغني أن عدد ملفات الفساد المالي التي وصلت إلى النيابة العامة تزيد عن 50 قضية"، وأن أكثر من 700 مليون دولار أُهدرت في قضايا فساد خطير. ولكن لا نستطيع أن نُعد هذا المبلغ هو حجم الفساد الحقيقي، إذ أن النائب العام نفسه توقع أن يكون هناك المليارات من الدولارات قد اختلست. وشملت القضايا التي أعلن المغني التحقيق فيها، الاختلاس وإساءة الائتمان والنصب والاحتيال والتزوير في أوراق رسمية لأشخاص ذوي مكانة مرموقة.
من خلال الاطلاع على نص وثيقة التحقيق التي قام بها المجلس التشريعي الفلسطيني عبر لجانه المختصة (لجنة الموازنة والشؤون المالية، لجنة الرقابة وحقوق الإنسان، واللجنة القانونية)، بالإضافة إلى قيام لجنة مصغرة مكلفة من رئاسة المجلس التشريعي تتكون من د. حسن خريشة، ود. سعدي الكرنز، والأستاذ جمال الشاتي. وقد قامت هذه اللجنة بالتحقيق وعقد لقاءات مع العديد من الزعماء في حركة فتح وعلى رأسهم أحمد قريع «أبو العلاء» رئيس الوزراء آنذاك. وشمل التحقيق آخرين ومنهم:
- ماهر المصري وزير الاقتصاد الوطني.
- جميل الطريفي وزير الشؤون المدنية.
- عبد الحفيظ نوفل مدير عام التجارة في وزارة الاقتصاد الوطني.
- شركة قنديل الطريفي للباطون الجاهز ويمثلها جمعة قنديل الطريفي.
- شركة الطريفي للباطون الجاهز ويمثلها جمال الطريفي.
- شركة انتصار بركة للتجارة العامة ويمثلها يوسف بركة.
- شركة يوسف بركة للتجارة العامة ويمثلها يوسف بركة.
- محمد رشيد «خالد سلام» المستشار الاقتصاد للسيد الرئيس، ورئيس شركة الخدمات التجارية الفلسطينية.
- حاتم يوسف مدير عام الجمارك في وزارة المالية.
- عمر الحروب مراقب الشركات في وزارة الاقتصاد الوطني.

وفي النهاية وبعد حصول اللجنة على الوثائق تبين أن شركة LTD الإسرائيلية والتي يملكها زئيف بلنسكي حاولت استيراد الإسمنت من شركة مصر بني سويف، ولكن بعد تدخل جهات أمنية ولجان مقاومة التطبيع في مصر تم وقف هذه الصفقة مما دفع بلنسكي إلى التحايل واستيراد الإسمنت عبر وسطاء وشركات فلسطينية. وهنا بدأت بعض الشركات الفلسطينية باستصدار أذونات استيراد للإسمنت المصري من وزارة الاقتصاد الوطني، وبلغ مجموع ما تم استصداره من هذه الأذونات ما يقارب 420 ألف طن[36].
وبناءً على طلب السيد جمال الطريفي وزير الشؤون المدنية تم إرسال كتاب إلى مصنع بني سويف للأسمنت يفيد أن كمية الأسمنت المراد استيرادها هي لصالح مناطق السلطة الوطنية الفلسطينية. ولكن تبين أن كميات الإسمنت التي دخلت السوق الفلسطيني بلغت (33 ألف طن) حسب مصادر وزارة الاقتصاد الوطني ووزارة المالية وهو جزء يسير من مجموع ما تم استصداره من أذونات تقدر بـ (420 ألف طن). وثبت أن وزارة الاقتصاد الوطني التي منحت أذونات الاستيراد لم تتحقق ولم تتابع دخول الإسمنت إلى أراضي السلطة الوطنية واستمرت بإصدار أذونات استيراد جديدة لنفس الشركات تبين من خلال التحقيق:
- أن رخص استيراد الإسمنت الصادرة عن وزارة الاقتصاد الوطني لا تحمل تاريخاً محدداً لصلاحيتها مما يعطي مجالاً للتلاعب فيها.
- أن وزارة الاقتصاد الوطني لا تملك إحصائيات لمعرفة حاجة السوق للإسمنت وبموجبها تقوم بإعطاء تراخيص الاستيراد.
- إن الكميات المثبتة في أذونات الاستيراد مكتوبة بالأرقام ولم تكتب بالأحرف وهذا يمكن أن يسمح بالتلاعب في الكميات المسموح بها.[11][12][13]

#### تداعيات هذه الصفقة
- حرمان الاقتصاد الفلسطيني من ضرائب الاستيراد حيث تم تحويل ملكية الإسمنت إلى الشركة الإسرائيلية، وتم بذلك تحصيل الضرائب الجمركية من قبل الجمارك الإسرائيلية.
- تشويه سمعة الاقتصاد الفلسطيني بتعاونه مع شركات إسرائيلية وتعمل على فتح باب التطبيع الاقتصادي مع «إسرائيل».
- والأخطر من ذلك كله هو المساهمة في بناء الجدار الفاصل والمستوطنات، حيث تم استخدام هذا الإسمنت في بناء الجدار والاستيطان.[14]

## مؤلفاته
أصدر عدة مؤلفات من ضمنها كتب عن المفاوضات صدرت بالعربية والإنجليزية:
- أوسلو (1) (الرواية الفلسطينية الكاملة) 1993.
- وأوسلو (2) 1995-2000.
- والكتاب الثالث «من خريطة الطريق إلى أنابوليس».
- وكتاب «المفاوضات متعددة الأطراف».
- الديمقراطية والتجربة البرلمانية الفلسطينية.
- التجربة الحكومية في ظل النظام السياسي الفلسطيني.
- «صامد، التجربة الإنتاجية للثورة الفلسطينية».
- و«اقتصاد المقاومة والهوية الوطنية الاقتصادية».

وسلسلة كتب «السلام المعلق» الذي صدر منه حتى الآن ثلاثة أجزاء، كما أسس مجلة صامد الاقتصادي، وكان يتولى رئاسة تحريرها حتى وفاته.
شغل منصب رئيس مجلس أمناء جامعة القدس، وهو عضو في مجلس أمناء معهد الأبحاث والسياسات الاقتصادية (ماس)، ومركز بيريس للسلام، وعضو في مجلس المستشارين لمؤسسة جليتسمان الأمريكية، عضو مؤسس لمنتدى رسالة للفكر والحوار.

## جوائز وتكريم
- حاز على العديد من الجوائز الدولية تقديراً لجهوده من أجل السلام منها: الوسام الملكي النرويجي 1994، جائزة مؤسسة بذور السلام 1996، وجائزة مؤسسة جليتسمان الأمريكية عام 1999، والجائزة السنوية إلـ كامبيدوغوليو الإيطالية عام 2004.
- في 16 آذار/مارس 2022 قلده الرئيس الفلسطيني محمود عباس وسام نجمة الشرف من الدرجة العليا.[15]